# Gérard Mestrallet
Gérard Mestrallet (Parigi, 1º aprile 1949) è un imprenditore francese.

## Biografia
Mestrallet ha studiato all'Institut d'études politiques de Toulouse, all'École nationale de l'aviation civile e si è laureato all'École polytechnique e alla École nationale d'administration. Nel 1984 si unì al fornitore energetico francese GDF Suez. Prima come Consigliere Speciale del Presidente, poi come Vice Presidente Senior per gli Affari Industriali. Nel febbraio 1991 è diventato direttore generale della Société générale de Belgique. Nel luglio 1995, Mestrallet è stato nominato presidente e direttore generale della Compagnie de Suez e nel giugno 1997 presidente del consiglio di amministrazione di Suez Lyonnaise des Eaux. Dal 2001 al 2016 è stato amministratore delegato e fino al 2018 presidente del consiglio di amministrazione della società francese GDF Suez (dal 2015 Engie).
Nel 2018, Mestrallet è stato nominato dal presidente francese Emmanuel Macron presidente esecutivo dell'Agenzia per lo sviluppo Al-`Ula in Arabia Saudita, responsabile dello sviluppo turistico e culturale in collaborazione con il Regno dell'Arabia Saudita.